# Mataram

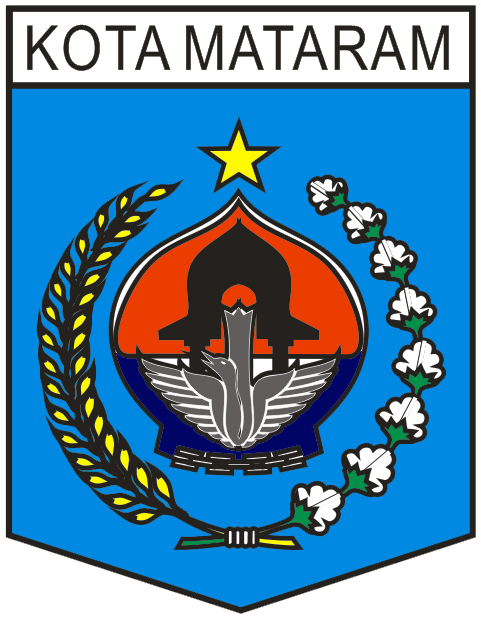

Mataram este un oraș din Indonezia.